# Лобанов, Александр Павлович (психолог)
 Алекса́ндр Па́влович Лоба́нов (род. 3 июня 1958) — белорусский психолог, доктор психологических наук, профессор БГПУ. Известен прежде всего исследованиями в сфере психологии интеллекта, ментальных репрезентаций, общей и педагогической психологии и когнитивных стилей.

## Биография
После окончания в 1980 году исторического факультета Псковского государственного педагогического института им. С. М. Кирова (ПГПИ) работал учителем истории, обществоведения и английского языка Борковской СШ (Великолукский район, Россия) и Пальминской СШ (Городокский район, Белоруссия). Закончил аспирантуру при Минском государственном педагогическом институте и работал на кафедре психологии. Кандидат психологических наук (1996, диссертация «Систематизация знаний как фактор формирования научных понятий у подростков»).
С 1997 года — заместитель декана по учебной работе факультета прикладной психологии, с 2000 года — заведующий кафедрой общей и педагогической психологии (с 2005 г. — педагогической психологии) до поступления в очную докторантуру. Закончил очно-заочный факультет по специальности «Менеджер социальной сферы» Академии управления при Президенте Республики Беларусь.
В 2015 году защитил докторскую диссертацию «Ментальные репрезентации как критерий интеллектуального развития обучающихся» на заседании совета по защите диссертаций Д 02.01.19 при Белорусском государственном университете по специальности 19.00.07 — педагогическая психология. Профессор (2017). Председатель совета по защите диссертаций Д 02.21.03 при Белорусском государственном педагогическом университете имени Максима Танка (20-2019).
Участник XXIX International congress of Psychology (Berlin, 2008), член-корреспондент и председатель белорусского отделения Международной академии наук педагогического образования (МАНПО), член Межрегиональной ассоциации когнитивных исследований (Российская Федерация) и Белорусского общества психологов. Член редакционных коллегий журналов: «Весці БДПУ», «Адукацыя i выхаванне» и «Problems of Psychology in 21st century» (Литовская Республика). Делегат Второго съезда ученых Республики Беларусь (12-13.12.2017 г.). Грант Президента Республики Беларусь (№ 12-01/484дс от 25.01.2017). Председатель (и сопредседатель) 8 международных конференций и семинаров «Когнитивные штудии» (Минск, 2000—2019).
Имеет более 360 научных публикаций.

## Монографии
- Лобанов, А. П. Системная методология формирования научных понятий у подростков: монография / А. П. Лобанов. — Минск : НЕССИ, 2002. — 187 с.
- Лобанов, А. П. Интеллект и ментальные репрезентации: образовательный подход: монография / А. П. Лобанов. — Минск : БГПУ, 2010. — 288 с.
- Лобанов, А. П. Когнитивная психология: учеб. пособие / А. П. Лобанов. — 2-е изд. — Минск : Новое знание ; М. : ИНФРА-М, 2012. — 376 с.
- Лобанов, А. П. Интеллект как raison d`etre человеческой цивилизации / А. П. Лобанов, Н. В. Дроздова, А. В. Воронова // Ноосферизм — новый путь развития: коллективная научная монография. В 2-х кн. / Под науч. ред. Г. М. Иманова, А. А. Горбунова. — СПб.: Астерион, 2017. — Кн. 1. — С. 222—229.
- Лобанов, А. П. Ситуационная обусловленность и неотстранённость как критерии неакадемических интеллектов / А. П. Лобанов, Н. В. Дроздова // Ноосферное образование в евразийском пространстве: коллективная научная монография: В 2-х кн. / Под науч. ред. Заслуженного деятеля науки РФ проф. А. И. Субетто и Гранд-доктора философии, кандидата технических наук Г. М. Иманова. — СПб.: Астерион, 2017. — 718 с. — Книга 1. — С. 174—179.

## Статьи
- Лобанов, А. П. Формирование ментальных репрезентаций в контексте прототипов / А. П. Лобанов, Н. П. Радчикова // Вестник ТГУ. — Вып. 343. — 2011. — С. 180—183.
- Danilenko, A. Zdrowie młodzieży w systemie szkolnictwa wyższego / A. Danilenko, A. Lobanóv // Spoleczeństwo i Edukacja. Międzynarodowe Studia humanistyczne. — Legnica, 2011. — Nr 1. — S. 157—169.
- Лобанов, А. П. Ментальные репрезентации как носители индивидуального интеллекта / А. П. Лобанов // Практична психологiя та соцiальна робота. — 2011. — № 12. — С. 39-42.
- Лобанов, А. П. Успешность выполнения форм контроля знаний обучающимися в зависимости от конфигурации когнитивных стилей / А. П. Лобанов, А. Г. Тицкий // Познание в деятельности и общении: от теории и практике к эксперименту; под ред. В.А Барабанщикова, В. Н. Носуленко, Е. С. Самойленко. — М.: ИП РАН, 2011. — С. 349—355.
- Лобанов, А. П. Динамика развития вербального интеллекта: когортные различия и эффект Флинна / А. П. Лобанов // Весцi БДПУ. Сер. 1, Педагогiка. Псiхалогiя. Фiлалогiя. — № 4. — 2012. — С. 37-41.
- Лобанов, А. П. Генетический способ построения научной теории вербального интеллекта / А. П. Лобанов // Весцi БДПУ. Сер. 1, Педагогiка. Псiхалогiя. Фiлалогiя. — 2015. — № 4. — С. 38-42.
- Лобанов, А. П. Когнитивная революция, или как психология стала наукой / А. П. Лобанов, Н. П. Радчикова // Наука и инновации. — 2015. — № 12. — С. 26-28.
- Лобанов, А. П. Эмоциональный интеллект: к проблеме операционализации понятия в контексте эмпирического исследования / А. П. Лобанов, Н. П. Радчикова, Б. Б. Айсмонтас, А. В. Воронова // Вестник Полоцкого гос. ун-та. Серия Е «Педагогические науки». — 2017. — № 7. — С. 69-74.
- Лобанов, А. П. Самоутверждение и самоотношение полезависимых и поленезависимых подростков / А. П. Лобанов, А. С. Чижевская // Адукацыя i выхаванне. — 2019. — № 4. — С. 26-32.
- Лобанов, А. П. Окуломоторная активность студентов с конкретным и абстрактным вербальным интеллектом: айтрекинг в когнитивных исследованиях / А. П. Лобанов, Д. А. Орлова, Н. В. Дроздова, Ю. М. Добриян // Выш. шк. — № 2. — 2020. — С. 42-46.
- Zhuravkina, I. Comparative Analysis of Concreteness / Abstractness of Russian Words / I. Zhuravkina, V. Soloviev, A. Lobanov, A. Danilov // Open Innovations Association (FRUCT): materials 26th intl. conf., Yaroslavl, Russia, 23-24 apr. 2020 / Yaroslavl : Yaroslavl State University, 2020. — pp. 464–470, doi : 10.23919/FRUCT48808.2020.9087416.

## Учебные пособия
- Лобанов, А. П. Модульный подход в системе высшего образования: основы структурализации и метапознания / А. П. Лобанов, Н. В. Дроздова. — Минск: РИВШ, 2008. — 84 с.
- Лобанов, А. П. Человек познающий: практическая психология познания: пособие / А. П. Лобанов. — Минск: БГПУ, 2016. — 144 с.
- Лобанов, А. П. Образовательные инновации в 4D-формате : учебно-методическое пособие / А. П. Лобанов, Н. В. Дроздова. — Минск: РИВШ, 2016. — 110 с.
- Лобанов, А. П. Когнитивная психология образования / А. П. Лобанов, Н. В. Дроздова. — Минск: РИВШ, 2016. — 134 с.
- Лобанов, А. П. Практикум по общей и когнитивной психологии: практикум / А. П. Лобанов. — 2-е изд., испр. и доп. — Минск: БГПУ, 2017. — 164 с.
- Лобанов, А. П. Практический интеллект: как и чему учить человека умелого: учеб.-метод. пособие / А. П. Лобанов, Н. В. Дроздова. — Минск: РИВШ, 2018. — 98 с.
- Лобанов, А. П. Пространственный интеллект: для лирика и физика, алгебраиста и геометра: учебно-методическое пособие / А. П. Лобанов, А. В. Круглик. — Минск: РИВШ, 2018. — 176 с.
- Лобанов, А. П. Профессиональная компетентность и мобильность специалистов / А. П. Лобанов, Н. В. Дроздова. — LAP LAMBERT Academic Publishing, 2018. — 97 с.
- Лобанов, А. П. Общая и когнитивная психология : учебное пособие / А. П. Лобанов, Н. В. Дроздова. — 2-е изд., перераб. — Минск: РИВШ, 2020. — 206 с.
- Лобанов, А. П. Soft skills для цифрового поколения : учебно-методическое пособие / А. П. Лобанов, Н. В. Дроздова. – Минск : РИВШ, 2021. – 152 с.